# Nekrolog 1910
Nekrolog
◄◄
| ◄
| 1906
| 1907
| 1908
| 1909
| 1910 | 1911 | 1912 | 1913 | 1914 | ► | ►►
1. Quartal |
2. Quartal |
3. Quartal |
4. Quartal 
Weitere Ereignisse | Allgemeiner Nekrolog 1910
Die Beschreibung der verstorbenen Person sollte so kurz wie möglich gehalten sein und nur deren signifikante Tätigkeit(en) enthalten.
Neue Namen ggf. auch unter dem Geburts- und Sterbedatum, also etwa unter 1. Januar und im Geburts- und Sterbejahr (2024) eintragen (nur bei entsprechender großer Wichtigkeit). Für Beispiele siehe die schon vorhandenen Artikel.
Außerdem über die fünf zuletzt Verstorbenen, zu denen es einen ausreichend guten Artikel für eine Präsentation auf der Hauptseite gibt, nach der todesbedingten Überarbeitung der Artikel ggf. auch unter Wikipedia Diskussion:Hauptseite informieren und sie am besten auch in den anderen Wikipedia-Sprachversionen eintragen. Tipp: Regelmäßig bei news.google.de nach „ist tot“, „gestorben“ oder „verstorben“ suchen.
Wenn eine Person gestorben ist, gibt es viele Seiten zu dieser Person in der Wikipedia, die davon auch betroffen sind und entsprechend aktualisiert werden müssen. Beispiele: Namenübersichtsseite, Geburtsjahr, Geburtsort-Seiten und viele mehr.
Wie finde ich die betroffenen Seiten?
Im Suchfeld auf der linken Seite gibt man den Suchbegriff so ein: „Vorname Nachname“. Dann klickt man auf Volltext und alle Seiten mit entsprechendem Suchtext werden aufgerufen. Hier sieht man dann schnell, wo auch das Todesjahr Sinn macht oder sogar ein Teil des Artikels angepasst werden muss. Auch hilft das „Werkzeug“ auf der linken Seite sehr gut, um solche Seiten aufzufinden: „Links auf diese Seite“. Somit ist die Wikipedia wieder aktuell in allen Bereichen! Hinweis: bei Eintragung der Kategorie „Gestorben JAHR“ wird der Missbrauchsfilter 49 ausgelöst, was jedoch nicht schlimm ist. Siehe: Spezial:Missbrauchsfilter/49
Dies ist eine Liste von im Jahr 1910 verstorbenen bekannten Persönlichkeiten. Die Einträge erfolgen innerhalb der einzelnen Daten alphabetisch sortiert. Tiere sind im Nekrolog für Tiere zu finden.
Die Liste ist nach Quartalen aufgeteilt:
- Nekrolog 1. Quartal 1910: Januar, Februar und März
- Nekrolog 2. Quartal 1910: April, Mai und Juni
- Nekrolog 3. Quartal 1910: Juli, August und September
- Nekrolog 4. Quartal 1910: Oktober, November und Dezember

## Datum unbekannt
| Tag | Name                             | Beruf, bekannt als                                                                                   | Alter | Beleg |
| --- | -------------------------------- | --- | ----- | ----- |
|     | Oltmann Johann Dietrich Ahlers   | deutscher Reedereidirektor                                                                           |       |       |
|     | Josef Altmann                    | österreichischer Theaterschauspieler und -leiter sowie Schriftsteller                                |       |       |
|     | Simon Arzt                       | jüdischer Zigarettenfabrikant                                                                        |       |       |
|     | Henri Bouilhet                   | französischer Chemieingenieur                                                                        |       |       |
|     | Jacques Albert Brion             | französischer Architekt                                                                              |       |       |
|     | Marie Bruckmüller                | österreichische Theaterschauspielerin                                                                |       |       |
|     | Bernard Brunhes                  | französischer Geophysiker                                                                            |       |       |
|     | Dascha von Sewastopol            | russische Krankenschwester                                                                           |       |       |
|     | Nikolaus Deligiannis             | griechischer Politiker und Ministerpräsident                                                         |       |       |
|     | Carlo Dossi                      | italienischer Schriftsteller und Diplomat                                                            |       |       |
|     | Sudhakara Dvivedi                | indischer Mathematiker und Mathematikhistoriker                                                      |       |       |
|     | Juan Wanceslao Figuereo          | dominikanischer Politiker und Präsident der Dominikanischen Republik                                 |       |       |
|     | Carl Friedrich Gademann          | deutscher Unternehmer in Schweinfurt                                                                 |       |       |
|     | Georges Gasté                    | französischer Maler                                                                                  |       |       |
|     | August Hagen                     | deutscher Richter und Parlamentarier                                                                 |       |       |
|     | Moses Halevi                     | Großrabbiner der Türkei in Konstantinopel (1872–1909)                                                |       |       |
|     | Axel Nicolai Herlofson           | Bankier                                                                                              |       | [ 1 ] |
|     | Hugo von Höfl                    | deutscher Architekt und bayerischer Baubeamter                                                       |       |       |
|     | Eduard Keetmann                  | deutscher Theologe, Pfarrer, Oberstudiendirektor und Schulrat                                        |       |       |
|     | Friedrich Kofler                 | deutscher Archäologe                                                                                 |       |       |
|     | Konstantinos Konstantopoulos     | griechischer Ministerpräsident                                                                       |       |       |
|     | Marinos Korgialenios             | griechischer Unternehmer und Mäzen                                                                   |       |       |
|     | Marina Krebs                     | deutsche Schriftstellerin                                                                            |       |       |
|     | Albert Bogislav Lüdecke          | deutscher Landschaftsmaler der Düsseldorfer Schule                                                   |       |       |
|     | Max Lutz                         | deutscher Architekt und Baumeister in Rosenheim                                                      |       |       |
|     | Carlo Maserati                   | italienischer Ingenieur, Motorrad- und Automobilrennfahrer                                           |       |       |
|     | Valerie, Lady Meux               | britische Schauspielerin                                                                             |       |       |
|     | Julius Oertling                  | deutscher Violinist, Dirigent und Komponist                                                          |       |       |
|     | Münif Pascha                     | osmanischer Staatsmann und Reformer des osmanischen Bildungssystems während der Reformära (Tanzimat) |       |       |
|     | Saul Pinchas Rabbinowicz         | jüdischer Gelehrter, Chowew Zion                                                                     |       |       |
|     | Pjotr Iwanowitsch Ratschkowski   | russischer Geheimagent                                                                               |       |       |
|     | Michail Iwanowitsch Sassulitsch  | russischer General                                                                                   |       |       |
|     | Muhammad asch-Schingiti          | Führer einer Bruderschaft in Mauretanien                                                             |       |       |
|     | Felix Schlesinger                | deutscher Maler                                                                                      |       |       |
|     | Bruno Schmidt                    | Architekt und Baurat in Weimar                                                                       |       |       |
|     | Agostina Segatori                | italienisches Modell verschiedener Künstler und Caféhausbesitzerin Paris                             |       |       |
|     | Dmitri Minajewitsch Sinodi-Popow | russischer Maler                                                                                     |       |       |
|     | Reza Talabani                    | kurdischer Dichter                                                                                   |       |       |
|     | Josep Vilaseca i Casanovas       | spanischer Architekt des katalanischen Modernismus                                                   |       |       |
|     | Jeanne Weber                     | französische Serienmörderin                                                                          |       |       |
|     | Marie Ziller                     | deutsche Bauunternehmerin                                                                            |       |       |
|     | Camillo Ehregott Zschille        | deutscher Zeichner                                                                                   |       |       |
|     | Max Zweiniger                    | deutscher Komponist und Chorleiter                                                                   |       |       |